# Falscher Clownfisch
Der Falsche Clownfisch (Amphiprion ocellaris), der auch als Orangeringel-Anemonenfisch bekannt ist, lebt westlich des Verbreitungsgebietes des Echten Clownfischs (Amphiprion percula) in den Riffen Südostasiens, westlich bis zu den Andamanen und Nikobaren, nördlich bis zu den Ryukyu-Inseln und südlich bis an die Küste des nordwestlichen Australien. Die Verbreitungsgebiete der beiden Clownfisch-Arten überschneiden sich nicht.

## Merkmale

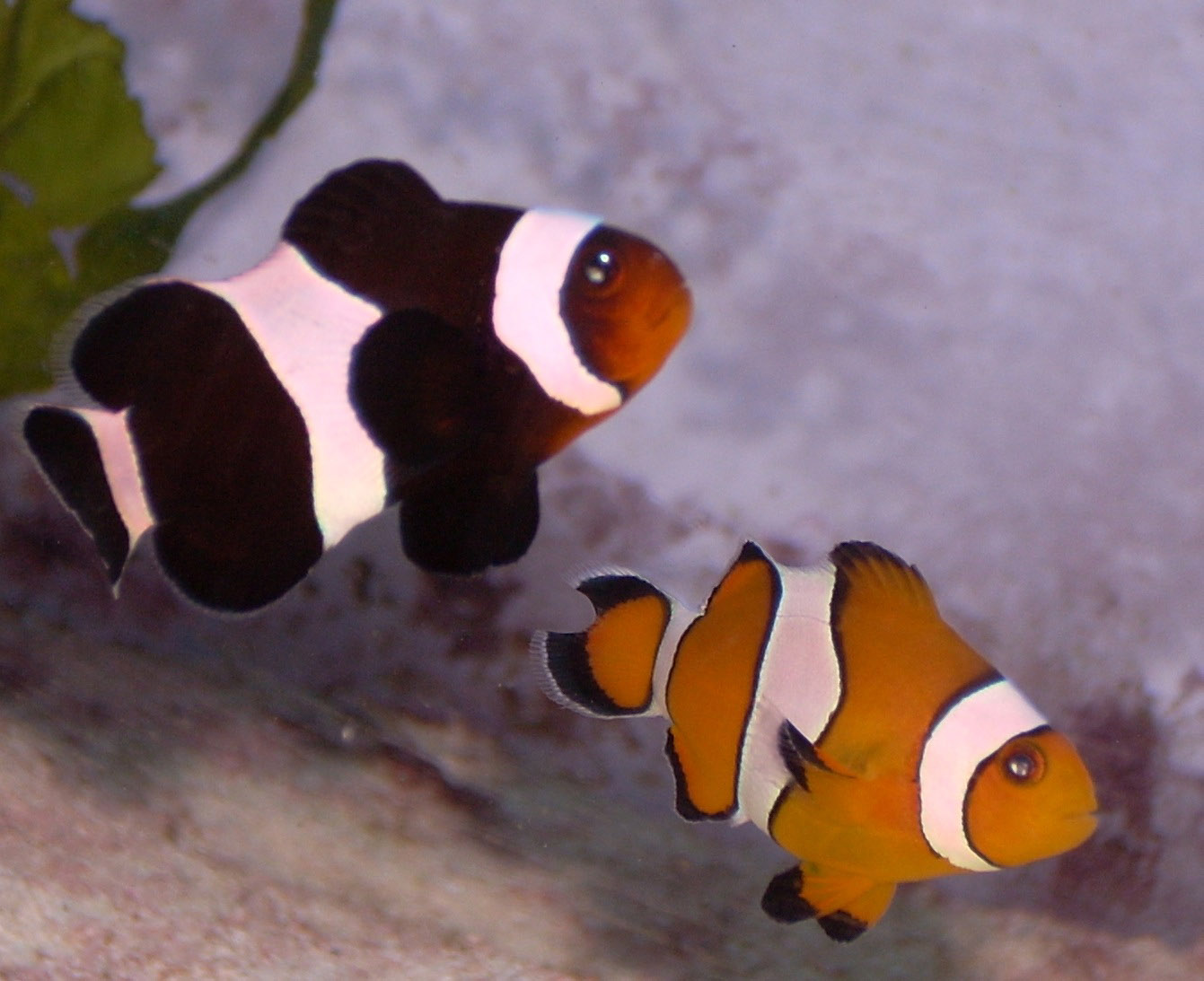
Normalfarbene und schwarze Form

Der Falsche Clownfisch wird sechs bis acht Zentimeter lang. Die Länge beträgt das 2,1 bis 2,4fache der Körperhöhe.
Die Tiere sind leuchtend orange gefärbt, mit drei weißen Querstreifen, der mittlere mit einer nach vorne gerichteten Ausbuchtung.
Die Rückenflosse hat zehn bis elf Hart- und 15 bis 17 Weichstrahlen, die Afterflosse zwei Hart- und 11 bis 13 Weichstrahlen. Die Brustflossen werden von 16 bis 18 Flossenstrahlen gestützt. Auf dem ersten Kiemenbogen befinden sich 15 bis 17 Kiemenreusenfortsätze. Die Seitenlinie wird von 34 bis 38 Schuppen begleitet.
In der Nähe von Darwin in Nordaustralien lebt eine melanistische, bis auf die Querbänder und die Schnauze rein schwarze Farbvariante, die als schwarze Form von Amphiprion ocellaris gilt.

## Symbiose

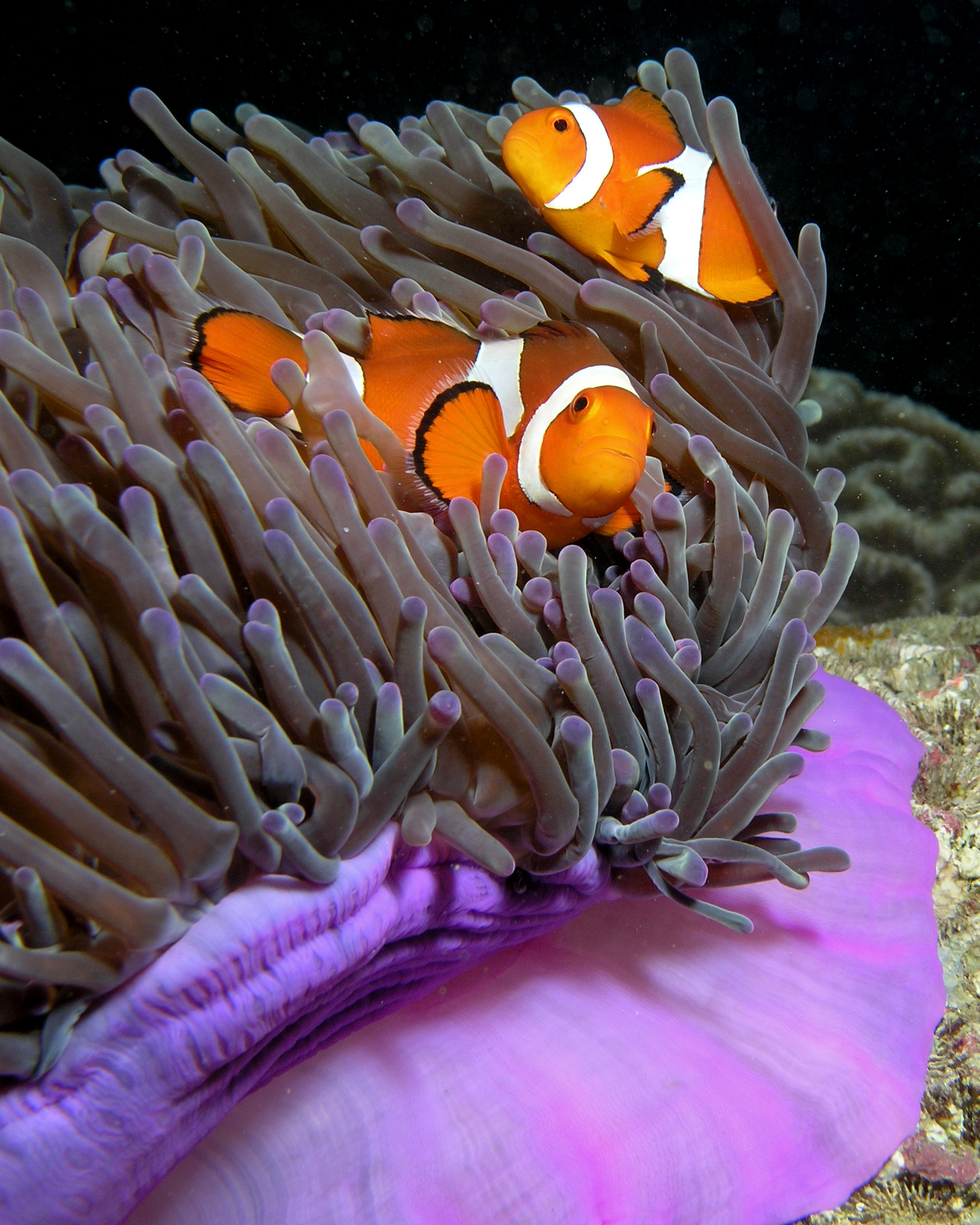
Amphiprion ocellaris in einer Prachtanemone, aufgenommen in Osttimor.

Verbreitungskarte

Im Riff leben sie in Symbiose mit Seeanemonen. Diese schützen die Clownfische mit ihren nesselnden Tentakeln vor Fressfeinden. Auch die Clownfische schützen ihre Symbiosepartner vor Fressfeinden, z. B. Falter- oder Feilenfische. Sie selbst ernähren sich von Zooplankton – Ausscheidungen können der Seeanemone zugutekommen. Vor den Nesselzellen der Anemone schützen sie sich durch eine Schleimschicht, die bewirkt, dass die Nesselzellen nicht ausgelöst werden. Der Schleim wird nicht vom Fisch produziert, sondern in einem länger dauernden Vorgang des „Herantastens“ von der Anemone her übernommen. Die Fische laichen in unmittelbarer Nähe ihrer Anemone, meist am Fuß. Die Fischlarven werden nach dem Schlüpfen von der Strömung ins freie Wasser mitgenommen und oft weit verfrachtet, ehe die Jungfische durch Geruchsreize der Küstenregion angelockt sich neuerlich einem Symbiose-Partner nähern. Die Fische leben paarweise oder in Haremsgruppen mit einem Weibchen und mehreren Männchen in der Anemone: Der größte Fisch ist immer das Weibchen, die übrigen sind Männchen; stirbt das Weibchen, so wechselt das größte Männchen das Geschlecht und wird zum Weibchen.
Amphiprion ocellaris lebt in Symbiose mit der Prachtanemone (Heteractis magnifica), der Riesenanemone (Stichodactyla gigantea) und Mertens Anemone (Stichodactyla mertensii).